# Rhopalochernes insulanus
Rhopalochernes insulanus är en spindeldjursart som beskrevs av Beier 1978. Rhopalochernes insulanus ingår i släktet Rhopalochernes och familjen blindklokrypare. Inga underarter finns listade i Catalogue of Life.